# Manois
Manois ist eine Gemeinde in Frankreich mit 459 Einwohnern (Stand: 1. Januar 2022). Sie gehört zur Region Grand Est (vor 2016 Champagne-Ardenne), zum Département Haute-Marne, zum Arrondissement Chaumont und zum Kanton Poissons.

## Geographie
Manois liegt etwa 27 Kilometer nordöstlich von Chaumont am Flüsschen Manoise. Umgeben wird Manois von den Nachbargemeinden Reynel im Norden und Nordwesten, Humberville im Norden und Nordosten, Saint-Blin im Osten, Ecot-la-Combe im Süden sowie Rimaucourt im Westen.
Durch die Gemeinde führt die frühere Route nationale 65 (jetzige D674).

## Bevölkerungsentwicklung
| Jahr                       | 1962 | 1968 | 1975 | 1982 | 1990 | 1999 | 2006 | 2019 |
| -------------------------- | ---- | ---- | ---- | ---- | ---- | ---- | ---- | ---- |
| Einwohner                  | 716  | 794  | 768  | 697  | 590  | 501  | 468  | 444  |
| Quellen: Cassini und INSEE |      |      |      |      |      |      |      |      |

## Sehenswürdigkeiten
- Kirche St-Blaise